# Aanslag in het winkelcentrum Westgate in september 2013
De aanslag in het winkelcentrum Westgate vond plaats in 2013 in Nairobi, de hoofdstad van Kenia. Op 21 september van dat jaar trokken rond vier tot zes islamistische milities van de Somalische Al-Shabaab het winkelcentrum Westgate schietend binnen. Er werden minstens 68 bezoekers, medewerkers en bewakers doodgeschoten en er vielen meer dan 175 gewonden. Verder werden zes soldaten en naar verwachting alle vijf aanvallers gedood. Ongeveer vier dagen lang werden een aantal mensen gegijzeld. Bij pogingen om gijzelaars te bevrijden, raakten vier Keniaanse elitesoldaten gewond. Op 10 oktober werden er nog steeds 39 mensen vermist; 8 verdachten zaten toen vast.
Westgate was een winkelcentrum in de wijk Westlands in Nairobi. Het werd vooral bezocht door de opkomende nieuwe Keniaanse middenklasse en expats van de vele in Nairobi gevestigde internationale organisaties. In het gebouw was onder meer een bank gevestigd, waar de gijzelnemers zich met de gijzelaars achter kogelwerend glas hadden verschanst. Van tevoren had de Keniaanse veiligheidsdienst gewaarschuwd dat er tussen 11 en 21 september een aanval plaats zou vinden. Ook Israël had Kenia gewaarschuwd voor een aanslag tijdens joodse feestdagen; de eigenaar van Westgate is een Israëliër.
Na afloop bleek dat alle drie verdiepingen waren ingestort. Volgens de Keniaanse veiligheidsdienst zouden de terroristen acht maanden eerder een winkel hebben gehuurd en de bedoeling hebben gehad zoveel mogelijk soldaten naar binnen te lokken en vervolgens het hele gebouw in de lucht te laten springen. Dit plan mislukte echter. Winkeliers mochten een week na de aanslag hun winkels weer in en ontdekten dat soldaten tijdens hun bevrijdingsactie winkels hadden geplunderd.

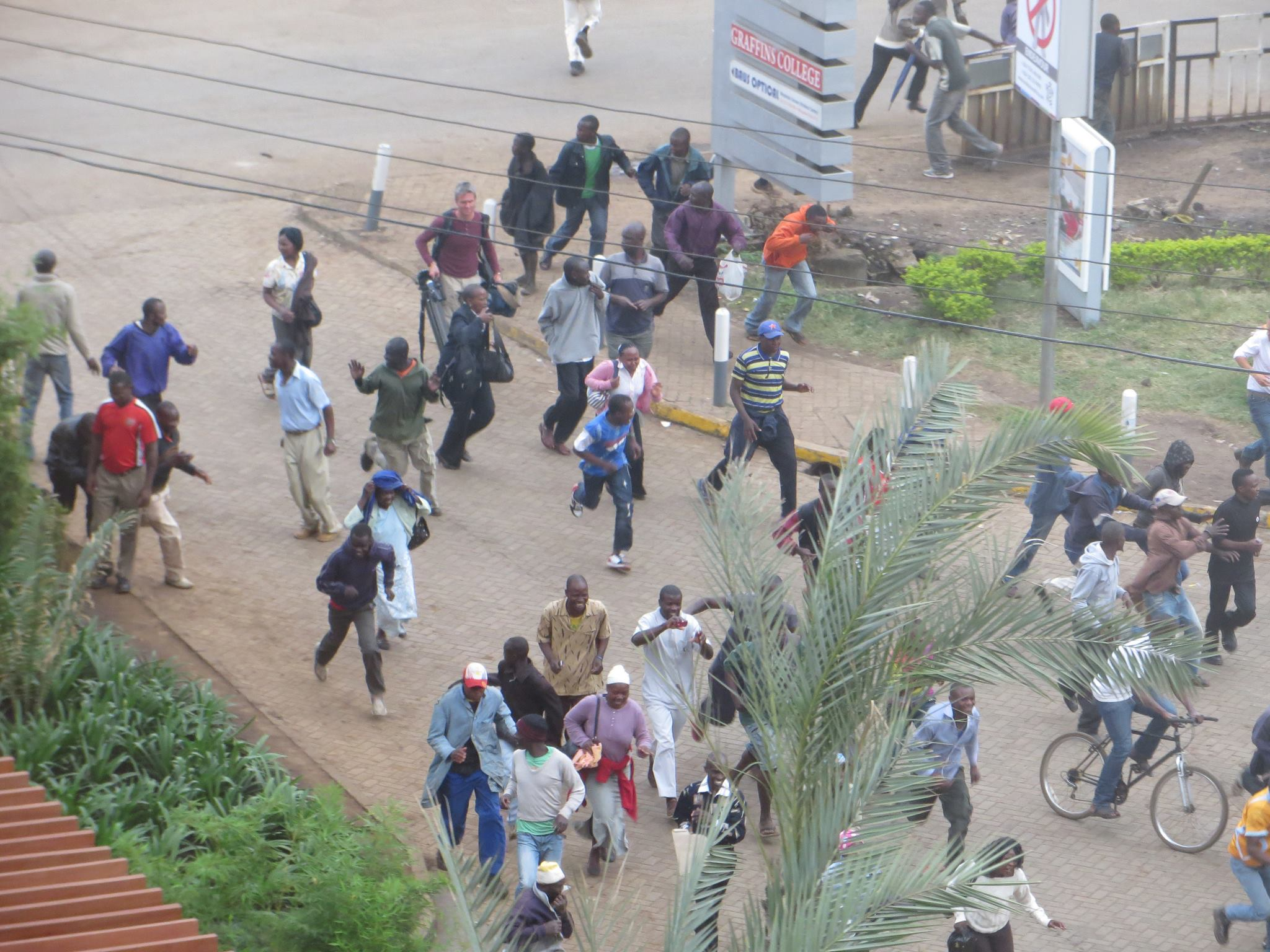
Mensen op de vlucht voor het kogelvuur

Onder de slachtoffers bevinden zich een neef van president Kenyatta en veel andere Kenianen, en verder een aantal buitenlanders waaronder een hoogzwangere Nederlandse vrouw met haar Australische man, de Ghanese schrijver Kofi Awoonor, drie Britten, twee Françaises, twee Canadezen, één Amerikaanse en een Chinese. Volgens ooggetuigen hadden de daders het alleen gemunt op niet-moslims.
Onder de milities van Al-Shabaab zouden zich Somaliërs bevinden met Europese en Amerikaanse paspoorten. De FBI, die na de aanslag bij het onderzoek betrokken was, gaat ervan uit dat alle daders bij de aanslag om het leven kwamen. Op 15 januari 2014 ging het proces van start tegen vier die verdacht werden van hulp bij de voorbereiding.
De terroristische aanslag werd gepleegd als vergelding op de aanwezigheid van 4.000 Keniaanse troepen in Somalië. Deze troepenmacht staat onder het mandaat van de Afrikaanse Unie.
In maart 2015 schakelde het Amerikaanse leger met behulp van een drone een belangrijke leider uit die betrokken was bij de aanslag.